# Limendous
Limendous é uma comuna francesa na região administrativa da Nova Aquitânia, no departamento dos Pirenéus Atlânticos. Estende-se por uma área de 7,56 km². Em 2010 a comuna tinha 733 habitantes (densidade: 97 hab./km²).